# Cacyreus marshalli

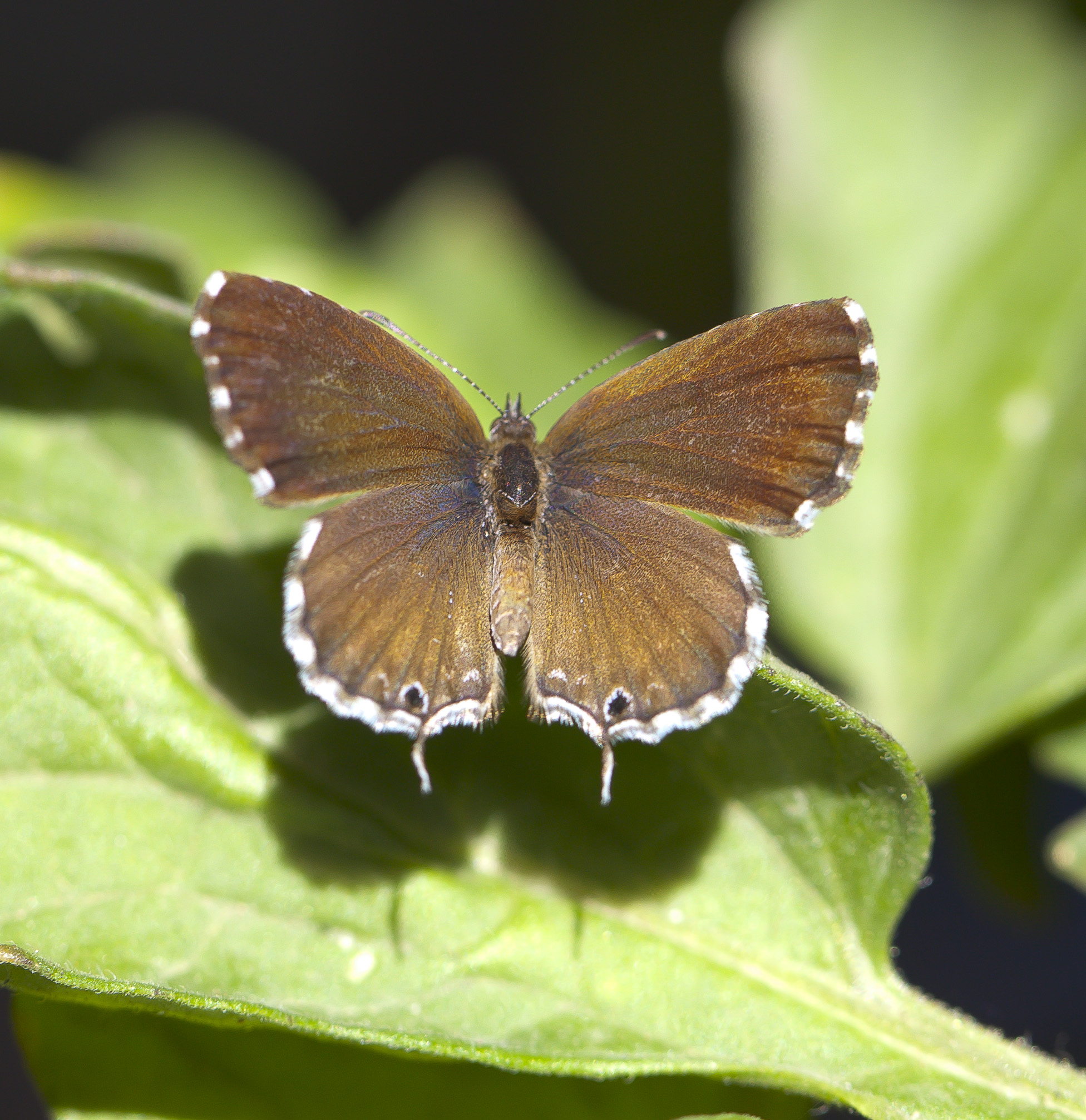
Vista superior.

La mariposa del geranio (Cacyreus marshalli), también llamada popularmente mariposa africana y polilla del geranio, es una especie de lepidóptero  perteneciente a la familia de los licénidos. Originaria de Sudáfrica, se ha aclimatado en la región mediterránea, donde se introdujo accidentalmente en la década de 1980, y actualmente ya es habitual hasta en la costa cantábrica. Se ha convertido en muy poco tiempo en una auténtica plaga para los geranios (géneros Geranium y Pelargonium), ya que en su fase de oruga se alimenta de ellos.

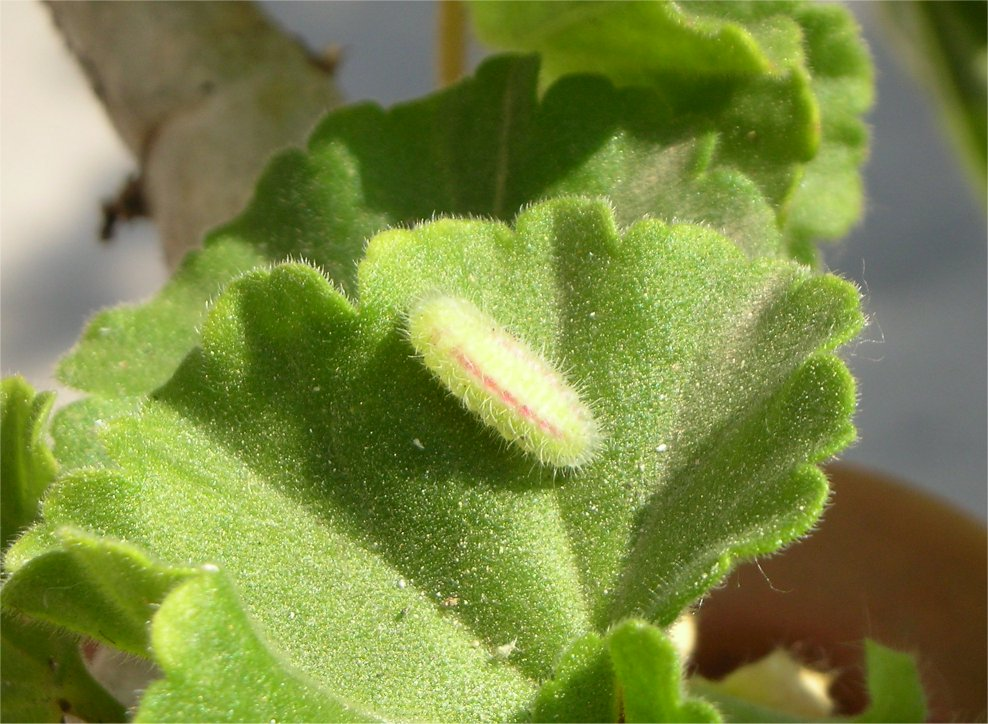
Larva

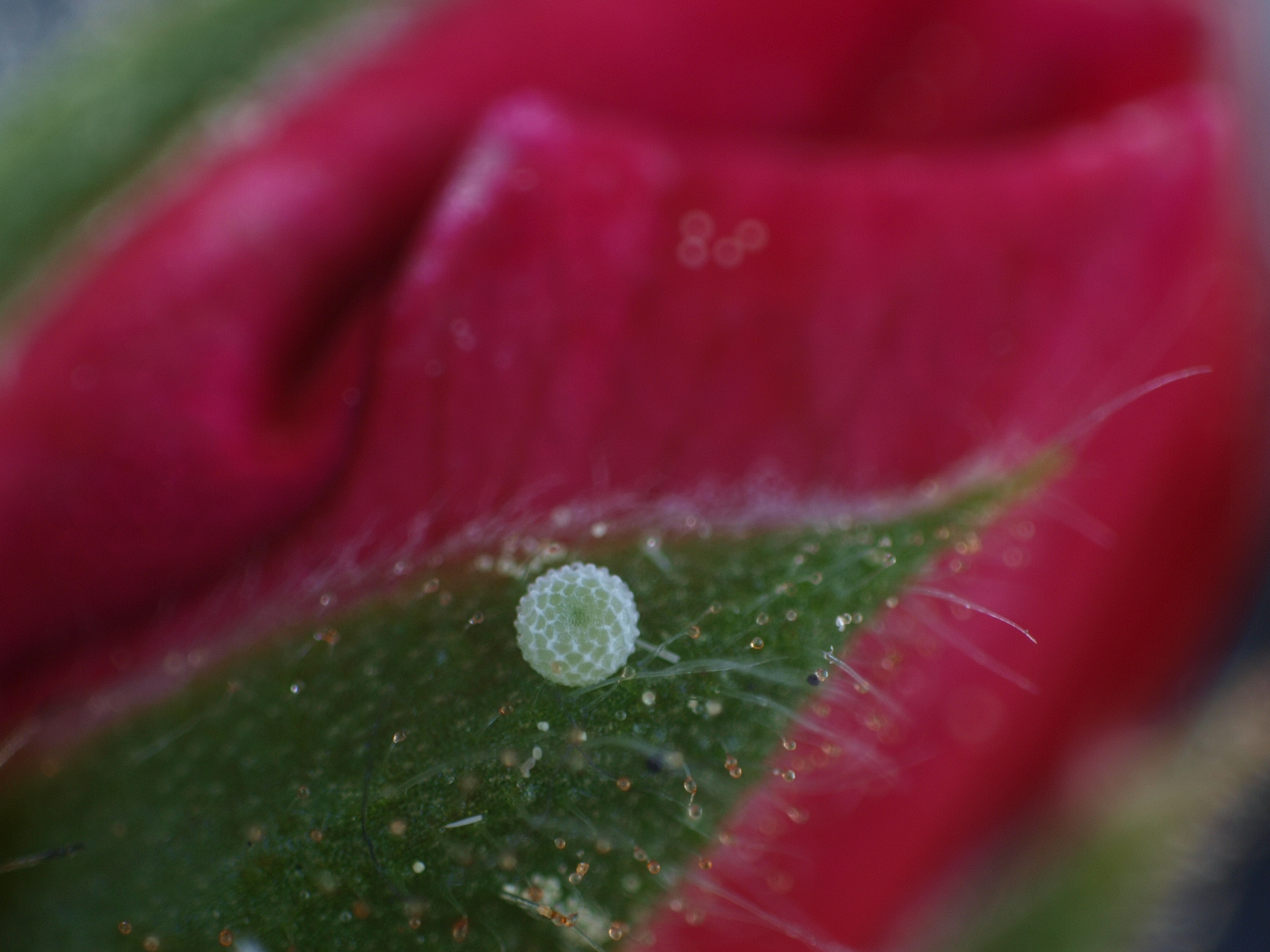
Huevo

## Ciclo biológico
Entre mayo y octubre las mariposas (de pequeño tamaño y alas color castaño o café) depositan sus huevos en las plantas; en los geranios, principalmente sobre las flores. Los huevos eclosionan y las diminutas larvas se introducen por la corola al pedúnculo o tallo de la flor, de cuya savia se alimentan. Luego taladran el tallo y salen para pasar a otro; los orificios son el primer signo de su presencia (como ocurre con la carcoma en la madera). Los daños en las plantas sólo son evidentes días después de haberse iniciado el ataque, cuando los tallos afectados se ennegrecen y truncan.
La oruga, de color verde, crece hasta alcanzar aproximadamente 13 milímetros de longitud y en sus últimos días adopta un color más oscuro. Normalmente pasa desapercibida, ya que se desplaza por el reverso de las hojas; se alimenta de ellas y de los brotes más tiernos, pero prefiere el interior de los tallos. Con el tiempo, las hojas mordidas muestran galerías que se han vuelto traslúcidas. La oruga se transforma en crisálida y mariposa, y el ciclo se repite varias veces en el mismo año.

## Control
En Europa este insecto no tiene enemigos naturales que controlen adecuadamente sus poblaciones por lo que muy frecuentemente se hace necesario el control químico para evitar los daños en las plantas.
Para combatir esta plaga existen varios remedios químicos como insecticidas, pero requieren una acción metódica y regular, y lo preferible es anticiparse con un tratamiento preventivo. Si las plantas a proteger son pocas, el remedio casero más fácil es rociar las flores con un insecticida; las mariposas evitarán posarse en las flores, pero hay que repetir la aplicación a medida que brotan flores nuevas. 
Existen productos en polvo igualmente efectivos contra las orugas, pero solo las afectan cuando éstas se desplazan de un tallo a otro, y tienen el inconveniente de que manchan y deslucen las plantas. Una vez que la oruga se introduce en el tallo es muy difícil que los tratamientos le afecten, a menos que se utilice algún insecticida sistémico que al absorberlos la planta y pasar a la savia llegue a la zona donde se encuentra y alimenta la oruga. 
Si la plaga está ya instalada, conviene cortar y destruir los tallos afectados, ya que la savia no discurre bien por ellos y tendrán un pobre desarrollo. 
Si abrimos longitudinalmente un tallo de geranio afectado observaremos una galería con los excrementos oscuros de la oruga. El mal causado por ella se puede agravar si los excrementos originan focos de hongos. Normalmente, el hallazgo de los daños es posterior en varios días a la estancia del gusano, por lo que además de cortar las ramas afectadas, se deben examinar las vecinas, principalmente el reverso de sus hojas.